# Роуздејл (Оклахома)
Роуздејл (енгл. Rosedale) град је у америчкој савезној држави Оклахома.

## Демографија
По попису из 2010. године број становника је 68, што је 2 (3,0%) становника више него 2000. године.
| Група             | 2000.      | 2010.      |
| Белци             | 49 (74,2%) | 45 (66,2%) |
| Афроамериканци    | 0 (0,0%)   | 0 (0,0%)   |
| Азијати           | 0 (0,0%)   | 1 (1,5%)   |
| Хиспаноамериканци | 14 (21,2%) | 15 (22,1%) |
| Укупно            | 66         | 68         |